# Río Verde (cantão)
Río Verde é um cantão do Equador localizado na província de Esmeraldas.
A capital do cantão é a cidade de Rioverde.